# Joe Caldwell
Joe Louis Caldwell (né le 1er novembre 1941 à Texas City, Texas) est un ancien joueur américain professionnel de basket-ball. Il passe six saisons (1964 à 1970) en NBA et cinq saisons (1970-1975) dans la défunte ligue de l'American Basketball Association et est l'un des rares joueurs à avoir été All-Star dans les deux ligues. Il est aussi membre de l'équipe américaine médaillée d'or aux Jeux olympiques 1964.

## Biographie
Surnommé "Pogo Joe" ou "Jumping Joe" pour ses capacités athlétiques, Caldwell qui mesurait 1,96 m évoluait au poste d'arrière/ailier au sein des Sun Devils d'Arizona State de l'université d'État de l'Arizona.
Sélectionné par les Pistons de Détroit lors de la draft 1964, il passe la majorité de sa carrière NBA avec la franchise des St. Louis/Hawks d'Atlanta. À l'issue d'une saison à 21,1 points par match lors de la saison 1969-1970, Caldwell part pour la ligue rivale en ABA, jouer pour les Cougars de Caroline de 1970 à 1974. Plus qu'un marqueur athlétique, Caldwell est aussi un défenseur tenace, la légende Julius Erving déclare un jour que Caldwell est le défenseur le plus coriace qu'il ait eu à affronter en ABA. Lors de la saison 1974-1975, l'équipe dirigeante de Saint-Louis blâme Caldwell pour avoir incité la star de l'équipe Marvin Barnes à quitter l'équipe. Caldwell nie de l'avoir fait, mais il est tout de même suspendu pour "activités néfastes aux intérêts de l'équipe". Caldwell ne dispute plus jamais de match professionnel et entame des poursuites judiciaires car il estime avoir été injustement boycotté par la ABA et la NBA. Il a inscrit 12 619 points combinés entre la NBA et la ABA.